# 札幌陸上競技協会
札幌陸上競技協会（さっぽろりくじょうきょうぎきょうかい）は、北海道陸上競技協会の下級協会の1つ。

## 概要
下級協会としては北海道最大であり事務所は札幌中島体育センター内にある。北海道大会の主管大会は南部忠平記念陸上競技大会、北海道マラソン大会などがある。